# Shane Cross
Shane Cross, född 22 augusti 1986, död 7 mars 2007, var en australisk professionell skateboardåkare. Han sponsrades av bland andra Volcom, Flip, Globe och Thunder Trucks.
Den 7 mars 2007 var Cross med om en motorcykelolycka i Australien. Olyckan inträffade strax efter midnatt onsdagen den 7 mars i Fitzroy North i Melbourne. Shane kastades tillsammans med föraren och tillika vännen och skateboardesproffset Ali Boulala av motorcykeln, då de kraschat in i en vägg. Shane avled senare på sjukhuset, medan Boulala hamnade i koma.